# Adenoma do mamilo
Adenoma do mamilo é um tumor da mama benigno e raro. Trata-se de um papiloma intraductal que surge nos ductos lactíferos do mamilo. São mais comuns nas mulheres entre os 30 e 40 anos, embora possam também ocorrer em homens. Podem ocorrer em qualquer idade, incluindo na velhice, adolescência e infância. Podem ser detectados por palpação na forma de um nódulo por baixo do mamilo ou da aréola e chamar à atenção devido a dor no mamilo, ulceração, inchaço ou corrimento.